# Powiat sokalski
Powiat sokalski – powiat w województwie lwowskim, istniejący w okresie II Rzeczypospolitej, z siedzibą w Sokalu. 1 sierpnia 1934 r. dokonano nowego podziału powiatu na gminy wiejskie.

## Starostowie
- Zdzisław Olszewski (–1931)[2][3]

Zastępcy
- Józef Bauer (1929–)[4]
- Jan Scherff (ok. 1935-1937)[5][6][7][8]
- Wojciech Kostołowski (–1938)[9][10][11]
- Romuald Klimów (1938–)[12]

## Gminy wiejskie w 1934 r.
- gmina Bełz
- gmina Chorobrów
- gmina Krystynopol
- gmina Korczyn
- gmina Parchacz
- gmina Skomorochy
- gmina Tartaków Miasto
- gmina Waręż Miasto

## Miasta
- Sokal
- Bełz

W 1945 roku do przywróconego woj. lubelskiego przyłączono północne skrawki powiatu rawskiego (gminy Lubycza Królewska, Uhnów i Tarnoszyn) i zachodnie powiatu sokalskiego (gminy Krystynopol, Chorobrów, Waręż i Bełz) z woj. lwowskiego.